# Sigüeya
Sigüeya es una localidad del municipio de Benuza, perteneciente a la provincia de León, en la comunidad autónoma de Castilla y León, España. Forma parte de la Comarca de La Cabrera

## Demografía
| Gráfica de evolución demográfica de Sigüeya entre 2000 y 2018 |
|                                                               |
| Población según el padrón municipal de 2016 del INE.          |